# Requiem (Alma)
Requiem è un singolo della cantante francese Alma, pubblicato il 13 gennaio 2017 da Warner Music France e poi incluso nel primo album della cantante, Ma peau aime.
Ha rappresentato la Francia all'Eurovision Song Contest 2017, classificandosi al 12º posto nella finale dell'evento.

## Descrizione
Il testo parla di un amore infinito capace di attenuare la sofferenza nei momenti più difficili. Si fa accenno infatti a come la persona amata "faccia sorridere la protagonista durante un requiem", che per metonimia indica la funzione del funerale.
Fais-moi sourire au beau milieu d'un requiem

Embrasse-moi, dis-moi que tu m'aimes

Fais-moi danser jusqu'à ce que le temps nous reprenne»
Fammi sorridere nel mezzo di un requiem

Baciami, dimmi che mi ami

Fammi ballare finché il tempo non ci riporta indietro»

## Video musicale
Il video musicale è stato pubblicato sul canale YouTube ufficiale della cantante il 9 febbraio 2017 ed è stato girato nella capitale francese, Parigi. Il video è stato diretto da Christian Volckman ed è stato prodotto da Frédéric Alenda per conto di SUBURB Films Paris.
Il video illustra due ballerini di tango, Marc Montojo e Juliana Casas Herrera, mentre ballano su pareti e tetti della città alternati a clip della cantante mentre passeggia per le strade di Parigi.

## Partecipazione all'Eurovision Song Contest

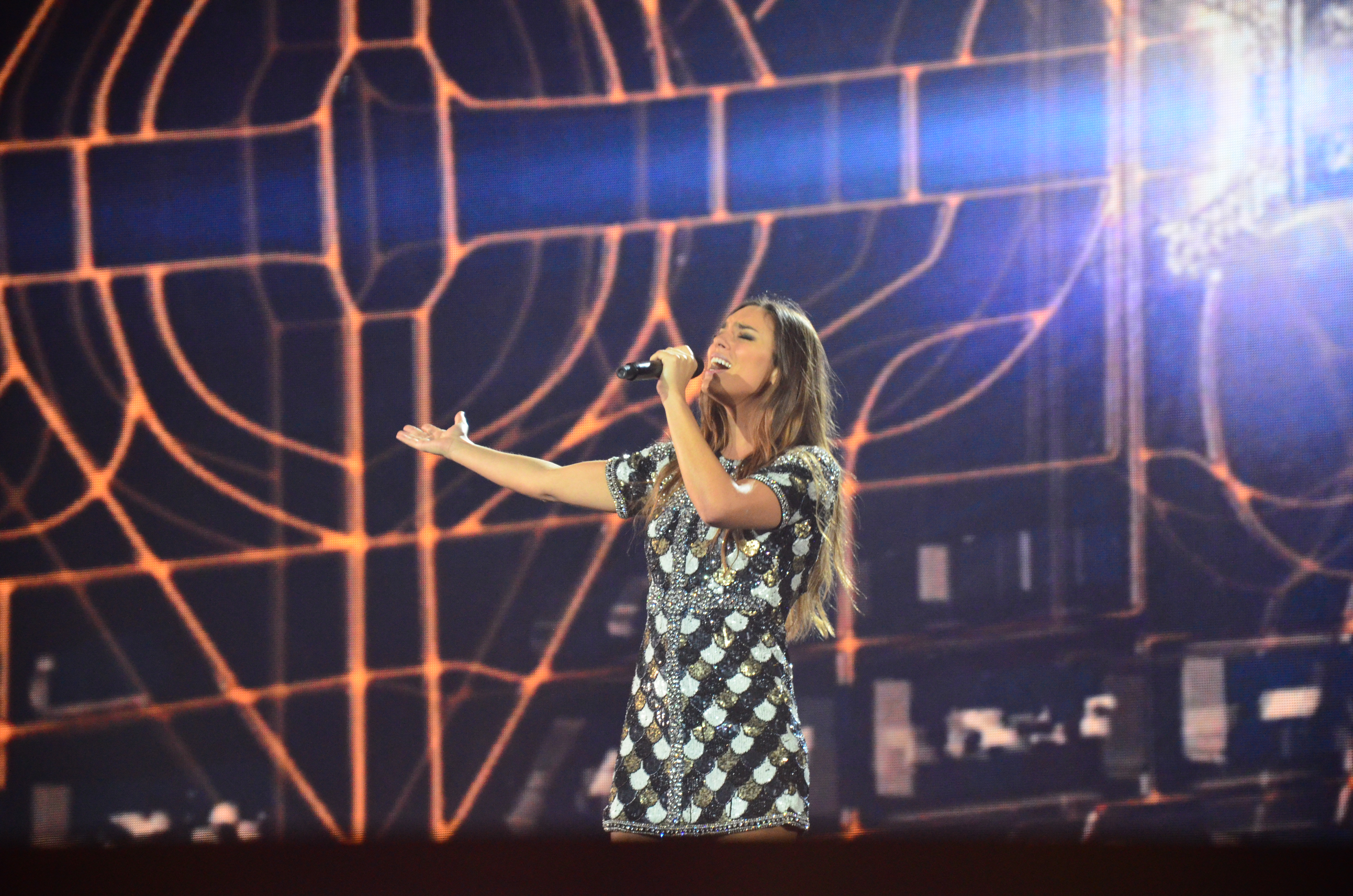
Alma all'Eurovision Song Contest 2017

Interprete e brano furono selezionati dalle emittenti France 2 e France 4 e furono annunciati in contemporanea il 9 febbraio 2017 come rappresentanti della Francia all'Eurovision Song Contest 2017 di Kiev, in Ucraina.
Esibendosi direttamente in finale in quanto membro dei Big Five, la Francia si è classificata al 12º posto con 135 punti.

### Punti assegnati alla Francia
| Giurie (19° con 45 punti)       | Giurie (19° con 45 punti)                  | Giurie (19° con 45 punti)                     | Giurie (19° con 45 punti)        | Giurie (19° con 45 punti)                           |
| 12                              | 10                                         | 8                                             | 7                                | 6                                                   |
| ------------------------------- | ------------------------------------------ | --------------------------------------------- | -------------------------------- | --------------------------------------------------- |
|                                 |                                            |                                               |                                  | - Israele - Italia                                  |
| 5                               | 4                                          | 3                                             | 2                                | 1                                                   |
| - Albania - Macedonia - Ucraina | - Malta - Portogallo                       | - Armenia - Montenegro                        | - Cipro                          | - Belgio - Svizzera                                 |
| Televoto (10° con 90 punti)     |                                            |                                               |                                  |                                                     |
| 12                              | 10                                         | 8                                             | 7                                | 6                                                   |
| - Bulgaria                      |                                            | - Armenia                                     |                                  | - Macedonia - Portogallo - Ucraina                  |
| 5                               | 4                                          | 3                                             | 2                                | 1                                                   |
| - Azerbaigian - Moldavia        | - Bielorussia - Grecia - Israele - Romania | - Belgio - Cipro - Croazia - Georgia - Spagna | - Montenegro - Serbia - Svizzera | - Albania - Estonia - Finlandia - Italia - Ungheria |

## Tracce
Download digitale
Testi e musiche di Nazim Khaled.
1. Requiem – 3:03

Requiem (Eurovision version)
Testi e musiche di Nazim Khaled.
1. Requiem (versione Eurovision) – 3:00

## Classifiche
| Classifica (2017) | Posizione massima |
| ----------------- | ----------------- |
| Belgio (Vallonia) | 79                |
| Francia           | 90                |